# Annie Laurendeau
Annie Laurendeau (ur. 10 września 1968 w Montrealu) – kanadyjska narciarka alpejska, uczestniczka Zimowych Igrzysk Olimpijskich 1992 w Albertville.

## Osiągnięcia

### Igrzyska olimpijskie
| Miejsce | Dzień     | Rok  | Miejscowość | Konkurencja | Czas biegu  | Strata  | Zwyciężczyni     |
| ------- | --------- | ---- | ----------- | ----------- | ----------- | ------- | ---------------- |
| 25.     | 20 lutego | 1992 | Albertville | Slalom      | 1:40,03 min | +7,35 s | Petra Kronberger |